# Kesikkaya

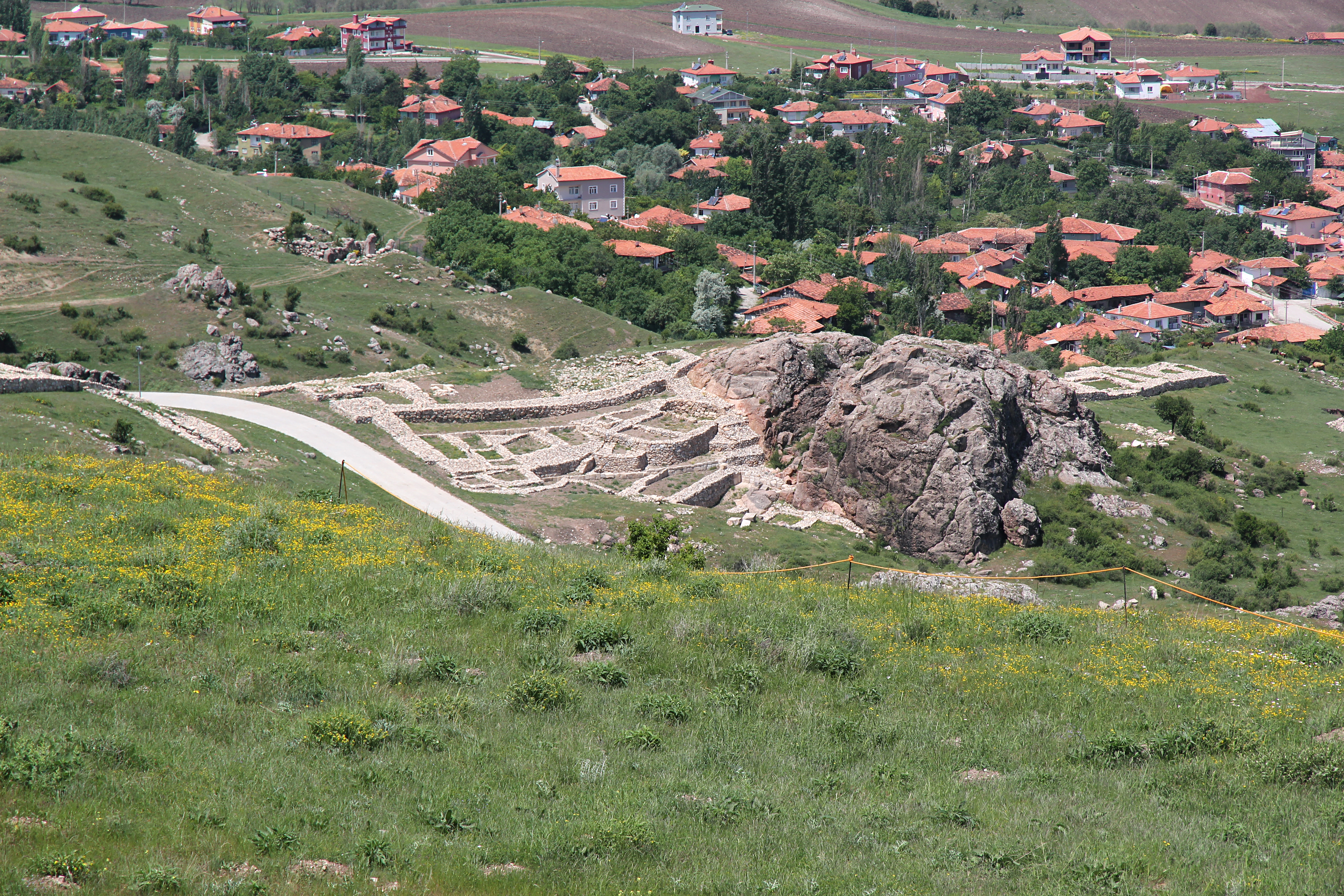
Kesikkaya von Südosten

Kesikkaya ist eine Felsformation auf dem Gebiet der hethitischen Hauptstadt Ḫattuša. Das an den Felsen angrenzende Gelände wurde von vorhethitischer bis zur galatischen Zeit bebaut. In späteren, römischen und byzantinischen Perioden wurde der Felsen bearbeitet und als Steinbruch genutzt. Der Felsblock ist durch einen von Nordwesten nach Südosten verlaufenden, wohl natürlich entstandenen Spalt geteilt, was ihm den türkischen Namen Kesikkaya (geschnittener Felsen) gab.

## Lage
Das Areal der Hauptstadt liegt im nördlichen Zentralanatolien in der Türkei beim Ort Boğazkale (früher und in der archäologischen Literatur Boğazköy). Im Nordwesten des ausgegrabenen Bereiches liegt der Felsblock Kesikkaya, südlich des Großen Tempels. Etwa 200 Meter nordöstlich liegt das sogenannte Haus am Hang, 100 Meter südwestlich der ebenfalls bearbeitete und ehemals bebaute Felsblock Kızlarkayası. Im Westen führt die Poternenmauer, die die Unter- von der Oberstadt trennt, direkt am Felsen vorbei.

## Forschungsgeschichte
Im Zuge der frühen deutschen Ausgrabungen in Boğazköy durch Hugo Winckler und Theodor Makridi zu Beginn des 20. Jahrhunderts untersuchte der letztere auch den Felsen von Kesikkaya. Er hielt den damals noch mit Erde gefüllten Spalt für menschengemacht und vermutete, an den Wänden Felsreliefs ähnlich denjenigen von Yazılıkaya zu finden. Der Architekt Ernst Borchardt berichtet 1912 in einem Brief an den Assyriologen Alfred Jeremias, dass der Spalt bis zur Hälfte, an einer Stelle sogar auf eine Tiefe von acht Metern freigelegt wurde, ohne jedoch den gewachsenen Boden zu erreichen. Es wurden keine Reliefs entdeckt. Allerdings kamen etwa 75 behauene Werksteine, zum Teil mit Bohrlöchern, zutage, von denen die Ausgräber wohl zu Recht vermuteten, dass sie zu Bauten gehörten, die früher auf dem Felsen standen. Auf der Oberfläche des Felsens stellte man Abarbeitungen fest, die ebenfalls Bohrlöcher aufwiesen. Die Qualität der Steine entsprach nach Borchardts Beurteilung denen, die man im Großen Tempel gefunden hatte. Weitere Erkenntnisse über diese frühen Grabungen sind nicht dokumentiert und lassen sich nur aus Photographien von Borchardt schließen. Demnach bestand am Südende des Korridors eine Mauer aus gut bearbeiteten Werksteinen, die den Spalt nach Süden abschloss. Von ihr sind heute nur die auf dem Schutthaufen der Grabungen liegenden Werksteine erhalten. Eine weitere Mauer bestand wohl in der Mitte des Korridors. Sie könnte die Begrenzung eines Schachtes an der Ostseite sein. Von ihr sind bis heute keine Überreste gefunden worden. Es deutet einiges darauf hin, dass Makridi auch bereits Teile des monumentalen hethitischen Gebäudes ergraben hat, das südöstlich direkt vor der Öffnung des Korridors lag und dessen Grundmauern heute ausgegraben und restauriert sind. Dort fanden die Gräber wahrscheinlich auch eine Basis mit 16 Bohrlöchern, die heute im Bereich des hethitischen Gebäudes südlich vor dem Felsen liegt.
Seit den kaum dokumentierten Grabungen Theodor Makridis ab 1911 wurden keine näheren Untersuchungen von Kesikkaya unternommen. Erst ab 2007 nahm ein Team unter der Leitung des vorderasiatischen Archäologen Reiner Dittmann erneute Forschungen im Rahmen der von Andreas Schachner geleiteten Ausgrabungen des Deutschen Archäologischen Instituts vor, zunächst in der nördlichen Umgebung, dann auch am Felsen Kesikkaya selbst. 2018 wurden schließlich die Mauerzüge im Süden sowie die neu ergrabenen Teile der Poternenmauer im Nordwesten restauriert.

## Architektur

### Vorhethitische Zeit
Die ältesten Gebäudefundamente stammen aus der Zeit der assyrischen Handelskolonien in Anatolien (Karumzeit) am Anfang des 2. Jahrtausends v. Chr. Im Bereich von Gebäude 82, dessen Grundmauern wenige Meter nordwestlich von Kesikkaya nahe dem Großen Tempel gefunden wurden, konnten unter den hethitischen Gebäuden liegende Mauerzüge mittels Radiocarbonmethode in diese Zeit datiert werden. Die Gebäude 90 und 91, die südlich und nördlich davon liegen, sind in hethitischer Zeit entstanden. Wie bei allen Gebäuden im Stadtbereich sind auch hier lediglich die Mauersockel erhalten, das aufgehende, aus Lehmziegeln errichtete Mauerwerk ist vergangen.

### Hethitische Zeit
Der hethitischen Zeit ist hauptsächlich ein monumentales Gebäude vor dem südöstlichen Ausgang des Schachts zuzurechnen. Die Grundmauern von mehreren langrechteckigen Räumen im östlichen Teil wurden wohl schon von Makridi freigelegt, aber wieder mit Abraum aus dem Korridor bedeckt. Westlich davon wurden ab 2010 zwei weitere Räume freigelegt, die gemeinsam einen dreieckigen Grundriss aufweisen, was in der hethitischen Architektur sonst nicht nachgewiesen ist. Ihren westlichen, schrägen Abschluss bildet die sogenannte Orthostatenmauer, die einem mindestens vier Meter breiten Absatz aus Steinen und Lehmziegeln vorgelagert ist, dessen rückseitige Kante noch nicht ausgegraben ist. Die Mauer besteht aus recht flachen, unverzierten, bis zu 60 Zentimeter hohen Orthostaten aus Kalkstein, die keine tragende Funktion hatten, sondern nur zur Verkleidung der dahinterliegenden Struktur dienten. Mauerreste, die nordwestlich der Orthostatenmauer gefunden wurden, deuten möglicherweise darauf hin, dass dort – auf einer Terrasse – ein weiterer, ebenfalls dreieckiger Raum lag, dessen spitzer Winkel im Norden zum Korridor hin zeigte. In die Reihe der Orthostaten gehört ein großer, sauber gearbeiteter Block von gleicher Höhe und einem Umfang von etwa einem Meter im Quadrat. An der Oberseite zeigte er vier Reihen von jeweils vier Bohrlöchern. Er wurde in verstürzter Lage nahe der Mitte der Mauer gefunden und ist heute wieder eingereiht. Derartige Bohrlöcher dienten im Allgemeinen zur Aufnahme von Dübeln, mittels derer aufgehende Holzpfeiler oder Balken des Fachwerks befestigt wurden. Was hier die Bestimmung der ungewöhnlich vielen Löcher war, ist nicht zu klären. Zwei ähnliche Blöcke liegen östlich des Gebäudes auf der Schutthalde der Makridi-Grabungen, vielleicht die, von denen Borchardt in seinem Brief berichtete. Ihre Zuordnung ist ebenfalls unklar. Ebenso können über die Funktion des Gebäudes nur Vermutungen angestellt werden. Der Fund eines Leberomens sowie der zahlreichen Scherben, von denen Borchardt berichtet und die er verallgemeinernd als Weihegaben bezeichnet, geben Anlass zu der Vermutung, dass der Bau eine religiöse Funktion hatte.
Etwa in der Mitte des Korridors ist an dessen Ostseite ein Schacht eingetieft, der nach den Bearbeitungsspuren von hethitischen Arbeitern mit Steinhämmern angelegt wurde. Dabei sind schwache Spuren einer Mauer zu erkennen, die vor dem Schacht liegt und der Richtung nach auf einen Eingang von den spitzwinkligen Räumen im Süden geführt haben könnte. Da die Mauer bei Makridis Grabungen fast vollständig abgetragen wurde, ist sie nicht mehr weiter rekonstruierbar. Gleiches gilt für die Mauer, die den Korridor nach Süden abschloss. Die mögliche Verbindung zwischen Schacht und den Räumen im Süden, deren spitze Winkel direkt darauf zeigen, lässt eine mögliche Deutung erkennen. Danach könnte es sich bei der Anlage, ähnlich wie bei den Kammern der Südburg oder vielleicht auch der Kammer B von Yazılıkaya, um ein DINGIRKASKAL.KUR handeln, einen rituellen Eingang zur Unterwelt. Der Hethitologe John David Hawkins spricht von einer „divine earth road.“ Inwieweit die hethitischen Gebäude, die auf dem Felsen von Kesikkaya bestanden, mit dem monumentalen Gebäude in Zusammenhang stehen, ist nach dem gegenwärtigen Stand der Forschung nicht geklärt.
Westlich führt an Kesikkaya die von Büyükkale über den sogenannten Nordwesthang kommende Poternenmauer vorbei. Sie entstand spätestens im 16. Jahrhundert v. Chr. und bildete hier den südwestlichen Teil der ältesten Stadtbefestigung Ḫattušas. Später, nach der Erweiterung der Hauptstadt um die Oberstadt im Süden, wurde sie zur Abschnittsmauer zwischen Ober- und Unterstadt. Sie hat ihren Namen von zahlreichen Gängen, die in unregelmäßigen Abständen unter der Befestigung hindurchführen, deren Funktion noch nicht geklärt ist. Auf der gegenüberliegenden Seite der modernen Straße, die südwestlich an Kesikkaya vorbeiführt, liegt eine derartige Poterne, die 2017 im oberirdischen Teil restauriert wurde. Im Bereich westlich des Felshügels wurde 2009 ein 46 Meter langer Abschnitt der Poternenmauer freigelegt, der auch ein Tor enthielt. Es ist damit neben dem Tor direkt westlich von Büyükkale die einzige Verbindung zwischen Unter- und Oberstadt. Wie dieses hat es einen einfachen Aufbau mit nur einer Torkammer und unterscheidet sich damit von den anderen bekannten Stadttoren. Die Mauer selbst ist in der gleichen Kastenbauweise errichtet wie die anderen Teile der Stadtbefestigung. In dem neu ausgegrabenen Teil liegen zwei weitere Poternen, wobei der Ausgang der südlicheren direkt auf den Ausgang des Spalts von Kesikkaya trifft. Der Abschnitt wurde ebenfalls 2017 restauriert.

### Nachhethitische Zeit

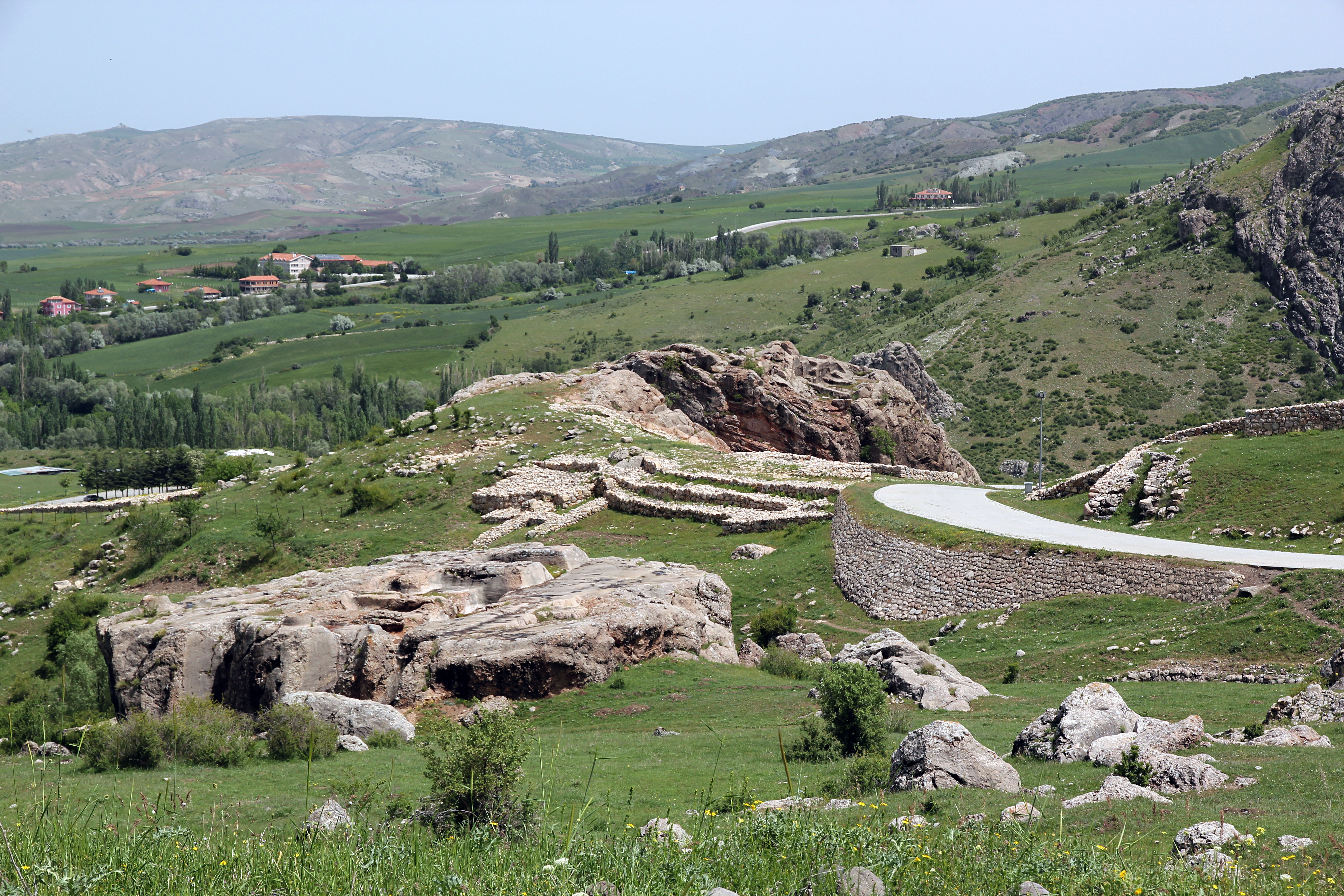
Eisenzeitliche und galatische Bebauung, im Vordergrund Kızlarkayası

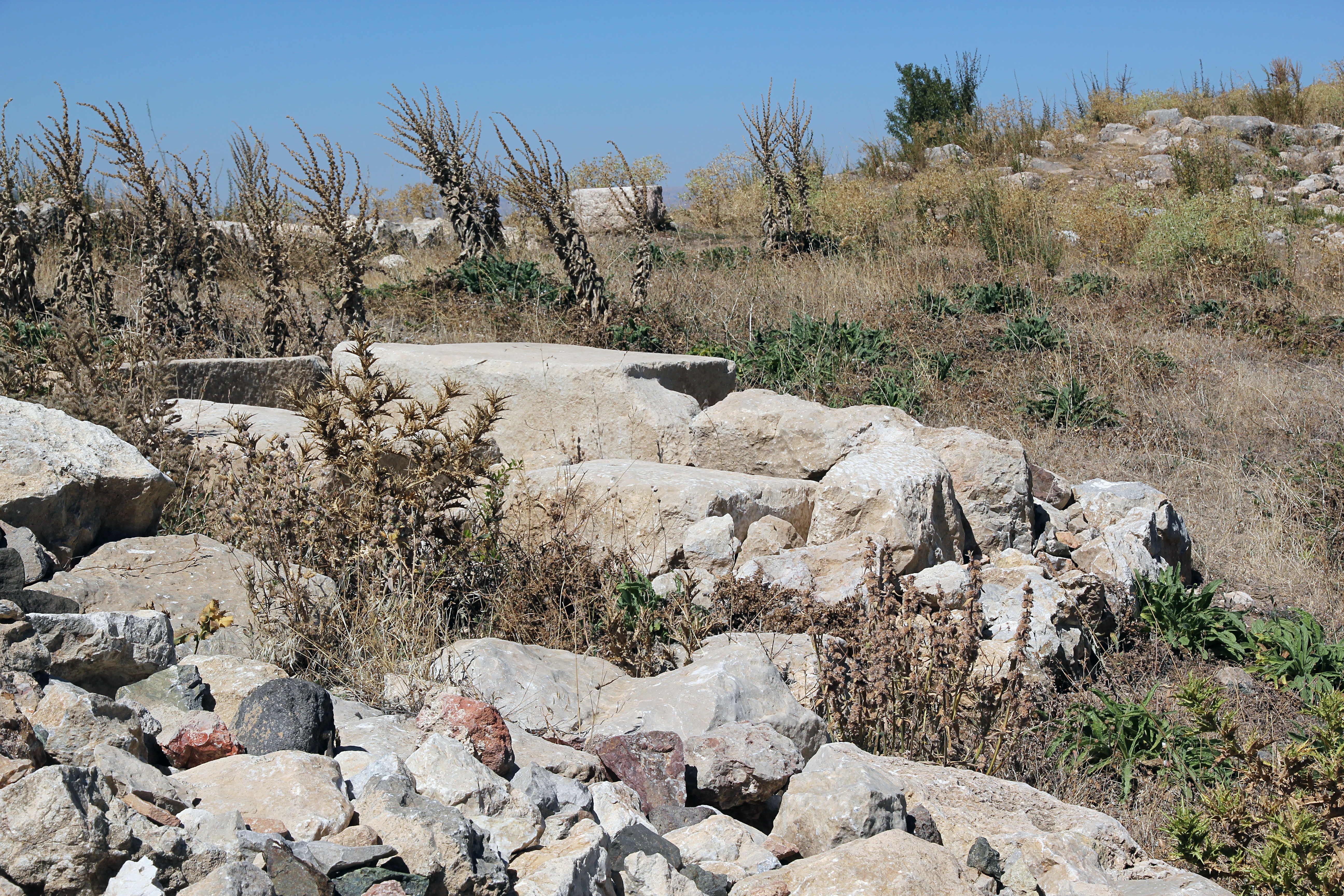
Römisches Grab

Westlich des hethitischen Gebäudes wurden die Reste eines umfangreichen Komplexes aus der Eisenzeit ergraben. Sie sind wahrscheinlich ab dem 8. Jahrhundert v. Chr. entstanden und in den folgenden Jahrhunderten mehrfach um- und überbaut worden. Vermutlich handelte es sich um offizielle Gebäude, zeitweise auch um eine Befestigung. Zwischen der hethitischen und der eisenzeitlichen Bebauung, direkt anschließend an die Orthostatenmauer, wurde in späterer Zeit, etwa ab dem 4. Jahrhundert v. Chr. ein weiteres monumentales Gebäude errichtet, das in Teilen auch die eisenzeitliche Architektur als Unterbau weiter nutzte. Zum Teil ist die Zugehörigkeit der gefundenen Mauerfragmente nicht eindeutig zu klären. Nach der dort gefundenen mit horizontalen mehrfarbigen Streifenmustern bemalten Keramik, die allgemein als galatisch bezeichnet wird, hat sich für das Bauwerk die Bezeichnung Galatisches Gebäude eingebürgert. Es überbaut wiederum große Teile der früheren Bebauung und hatte wohl ebenfalls eine Funktion als Befestigung. Sowohl dieses Bauwerk als auch die älteren Bauten benutzten hethitische Werksteine als Spolien.
Ebenfalls aus hethitischen Spolien ist ein Grab errichtet, das im Bereich der eisenzeitlichen Bebauung, im höchsten Punkt des Verlaufs der Poternenmauer, gefunden wurde. Aufgrund der darin ergrabenen rotpolierten Keramik sowie eines Unguentariums kann es in die römische Kaiserzeit im 2. oder 3. Jahrhundert n. Chr. datiert werden.
An den Außenseiten des Felsblocks sind besonders im Südosten deutliche Spuren von Steinbrucharbeiten aus römischer oder byzantinischer Zeit erkennbar.